# Nyctimene certans
Nyctimene certans — вид рукокрилих з родини криланових.

## Середовище проживання
Країни поширення: Індонезія, Папуа Нова Гвінея. Вид був записаний від 800 до 2800 м над рівнем моря на островах Нова Гвінея та Нова Британія. Населяє первинний і вторинний ліс, узлісся та сільські сади в гірських лісах і на нижчих гірських висотах. Також трапляється в моховому лісі на середньо-гірських висотах.

## Стиль життя
Літає вище, ніж інші види Nyctimene. Лаштує сідала поодинці або парами в листі. Це плодоїдний вид. Вагітні самиці були виявлені в листопаді та лютому.

## Загрози й охорона
Здається, для цього виду немає великих загроз. На нього ведеться мінімальне полювання. Передбачається, що вид проживає на деяких заповідних територіях.